# Jean Jules Brun

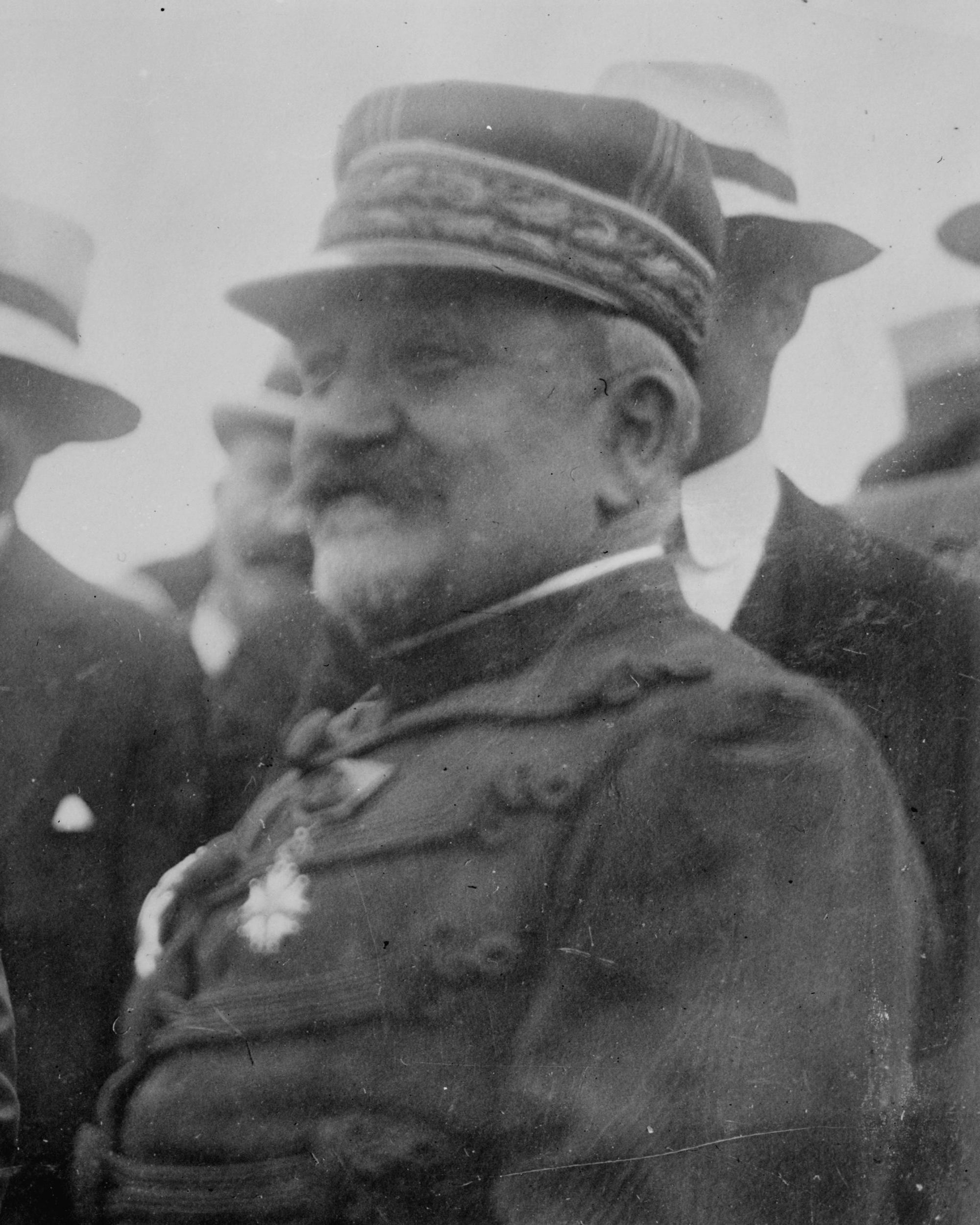
General Jean Jules Brun

Jean Jules Brun (* 24. April 1849 in Marmande, Département Lot-et-Garonne; † 23. Februar 1911 in Paris) war ein französischer General des Heeres und Politiker, der unter anderem von 1909 bis zu seinem Tode 1911 Kriegsminister war.

## Leben

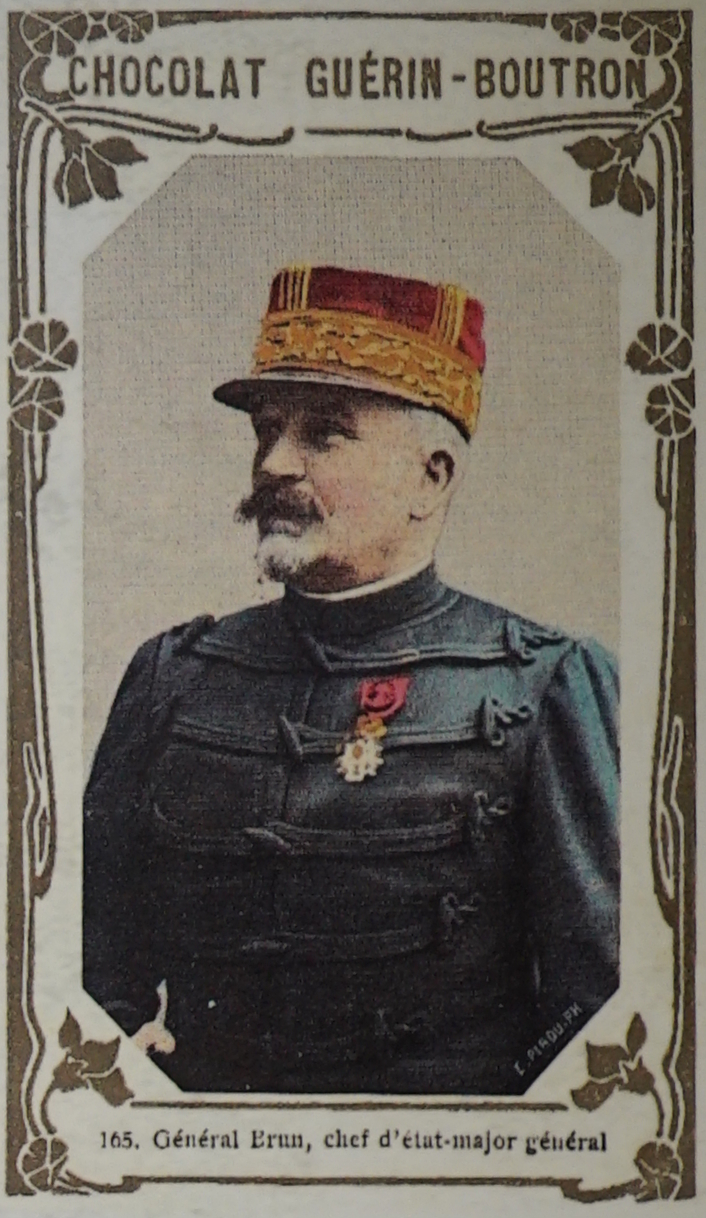
General Brun auf einem Sammelbild des Schokoladeherstellers Chocolat Guérin-Boutron

Jean Jules Brun begann nach dem Schulbesuch am 1. November 1867 ein Studium an der École polytechnique und wurde nach dessen Abschluss am 1. Oktober 1869 in die Artillerie des Heeres übernommen. Daraufhin absolvierte er zunächst eine Ausbildung an der Artillerie- und Ingenieurschule (École d’application de l’artillerie et du génie) und wurde nach deren Abschluss am 8. August 1870 als Unterleutnant (Sous-Lieutenant) dem 1. Artillerieregiment zugeordnet. In der Folgezeit fand er verschiedene Verwendungen als Offizier der Artillerie und wurde am 9. Januar 1871 zum Leutnant (Lieutenant en second), am 18. Mai 1872 zum Oberleutnant (Lieutenant en premier) sowie am 19. Juli 1877 zum Hauptmann (Capitain ) befördert. Während einer Verwendung als Hilfslehrer für Taktik an der Kriegshochschule (École supérieure de guerre) erfolgte am 27. März 1886 seine Beförderung zum Major (Chef d’escadron). Daraufhin folgten Verwendungen als Ordonnanzoffizier im Kriegsministerium, im 11. Artillerieregiment sowie als Lehrer für angewandte Artillerietaktik an der Kriegshochschule. Für seine Verdienste wurde er am 8. September 1887 wurde er zum Ritter der Ehrenlegion ernannt. Am 9. Juli 1893 wurde er zum Oberstleutnant (Lieutenant-Colonel) sowie am 9. März 1897 zum Oberst (Colonel) befördert, woraufhin er vom 11. September 1897 bis zum 17. Juli 1900 erst Kommandeur des 4. Artillerieregiments sowie im Anschluss Kommandeur der Truppen am Palais du Luxembourg, dem Sitz des Senats. Während dieser Zeit wurde er am 16. April 1898 auch zum Offizier der Ehrenlegion ernannt.
Nach seiner Beförderung zum Brigadegeneral (Général de brigade) am 9. Juli 1901 befand sich Brun zunächst zur besonderen Verfügung des Generalstabes und wurde im Anschluss am 12. Juli 1901 Kommandeur der 21. Infanteriebrigade (21e brigade d’infanterie) in Nancy. Am 2. April 1902 wurde er Unterchef des Generalstabes und gehörte zudem zwischen dem 11. September 1902 und dem 1. August 1905 der Technikkommission des Generalstabes als Mitglied an. Als Nachfolger von General Henri de Lacroix übernahm er vom 20. Oktober 1903 bis zu seiner Ablösung durch General Mardochée Valabrègue am 1. August 1905 den Posten als Kommandant der École supérieure de guerre. In dieser Verwendung wurde er am 29. September 1904 zum Generalmajor (Général de division) befördert und übernahm am 26. Dezember 1905 von General Jean Pendézec Chef des Stabes des Heeres (Chef d'état-major de l’Armée de terre). Auf diesem Posten verblieb er bis zum 6. August 1909 und wurde daraufhin von General Édouard Laffon de Ladebat abgelöst. Für seine Verdienste in dieser Verwendung wurde er am 30. Dezember 1905 auch zum Kommandeur sowie am 30. Dezember 1908 zum Großoffizier der Ehrenlegion ernannt.
General Jean Brun übernahm am 24. Juli 1909 im Kabinett Briand I das Amt des Kriegsministers (Ministre de la Guerre) und bekleidete dieses Ministeramt zwischen dem 3. November 1910	und seinem Tode am 23. Februar 1911 auch im Kabinett Briand II, woraufhin Premierminister Aristide Briand dieses Amt selbst übernahm.